# Joseph Victor von Scheffel
Joseph Victor von Scheffel (Karlsruhe, 1826. február 16. – Karlsruhe, 1886. április 9.) német költő.

## Pályája
Jogi pályára készült, de emellett filológiával és irodalommal is foglalkozott. 1850–51-ben Säckingenben előadó (referendárius), 1852-ben titkár volt a bruchsali udvari bíróságnál. 1852-ben elhagyta a jogi pályát és Itáliába utazott, ahol Trompeter von Säckingen c. művét írta (Stuttgart, 1854). 1858-ban Donaueschingenben mint Egon herceg könyvtárnoka, aztán Karlsruhéban, 1872-től Radolfzell am Bodensee-ben élt. 1865-ben udvari tanácsosi címet, 1872-ben nemességet nyert.

## Nevezetesebb művei
- Gaudemus (58. kiad. Stuttgart 1891)
- Bergpsalmen (uo. 1869, 5. kiad. 1888)
- Waldeinsamkeit (5. kiad. uo. 1889)

## Hagyatékából megjelent
- Fünf Dichtungen (uo. 1887)
- Reisebilder (uo. 1887)
- Gedichte aus dem Nachlass (4. kiad. uo. 1889)
- Aus Heimat und Fremde (uo. 1891)
- Episteln (uo. 1892)

1890-ben Bécsben Scheffel-szövetség (Scheffelbund) alakult, amely ugyanazon évben Scheffel-emlékkönyvet adott ki Scheffel-Gedenkbuch címmel, és 1891-ben közzétette a Nicht rasten und nich rosten almanachot.

## Magyarul
- A säckingeni trombitás. Dalmű; szöveg Scheffel nyomán Bunge Rudolf, ford. Ábrányi Emil; Schuberth, Lipcse, 1886
- A säkkingeni trombitás. Felsőrajnai dalköltemény; ford. Luby Sándor; Apollo, Bp., 1903
- Scheffel Viktor Józsefː Ekkehard. Történet a X. századból; ford. Antal Géza; Franklin, Bp., 1914